# Ptecticus neoaffinis
Ptecticus neoaffinis är en tvåvingeart som beskrevs av Norman E. Woodley 2001. Ptecticus neoaffinis ingår i släktet Ptecticus och familjen vapenflugor. Inga underarter finns listade i Catalogue of Life.